# Braunschweig-Wolfenbüttel
Braunschweig-Wolfenbüttel var ett tyskt furstendöme och en del av hertigdömet Braunschweig-Lüneburg under perioden 1432-1806. Förstnämnda år förlade hertigarna sitt residens till staden Wolfenbüttel efter konflikter med invånarna i staden Braunschweig. Hertigdömet, som regerades av en gren av huset Welf, efterföljdes 1814 av hertigdömet Braunschweig.